# 시소

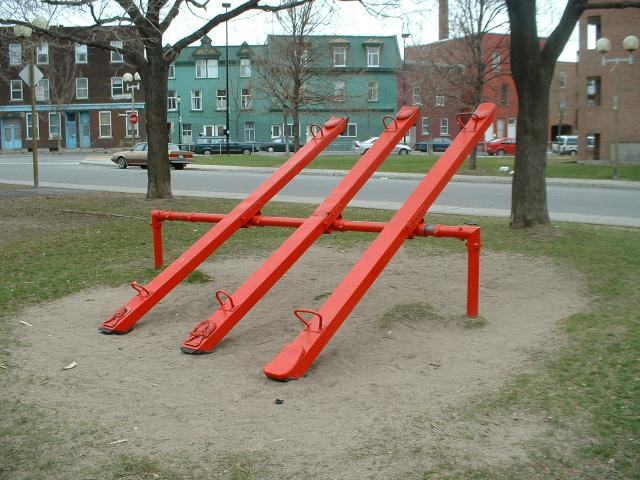
놀이터 시소.

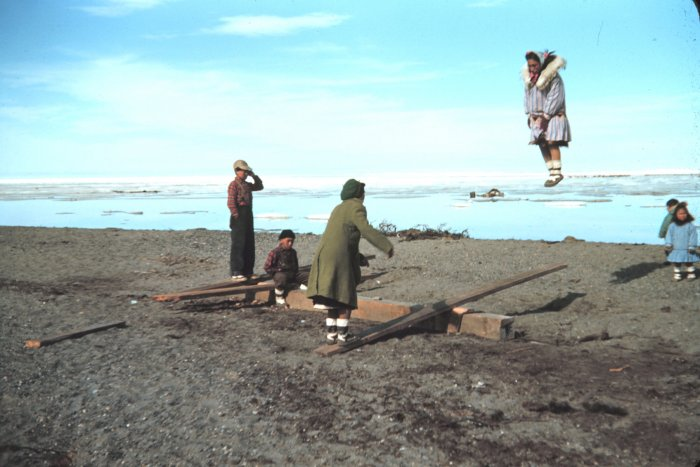
널뛰기 시소는 곡예를 할 때 쓰이기도 한다.

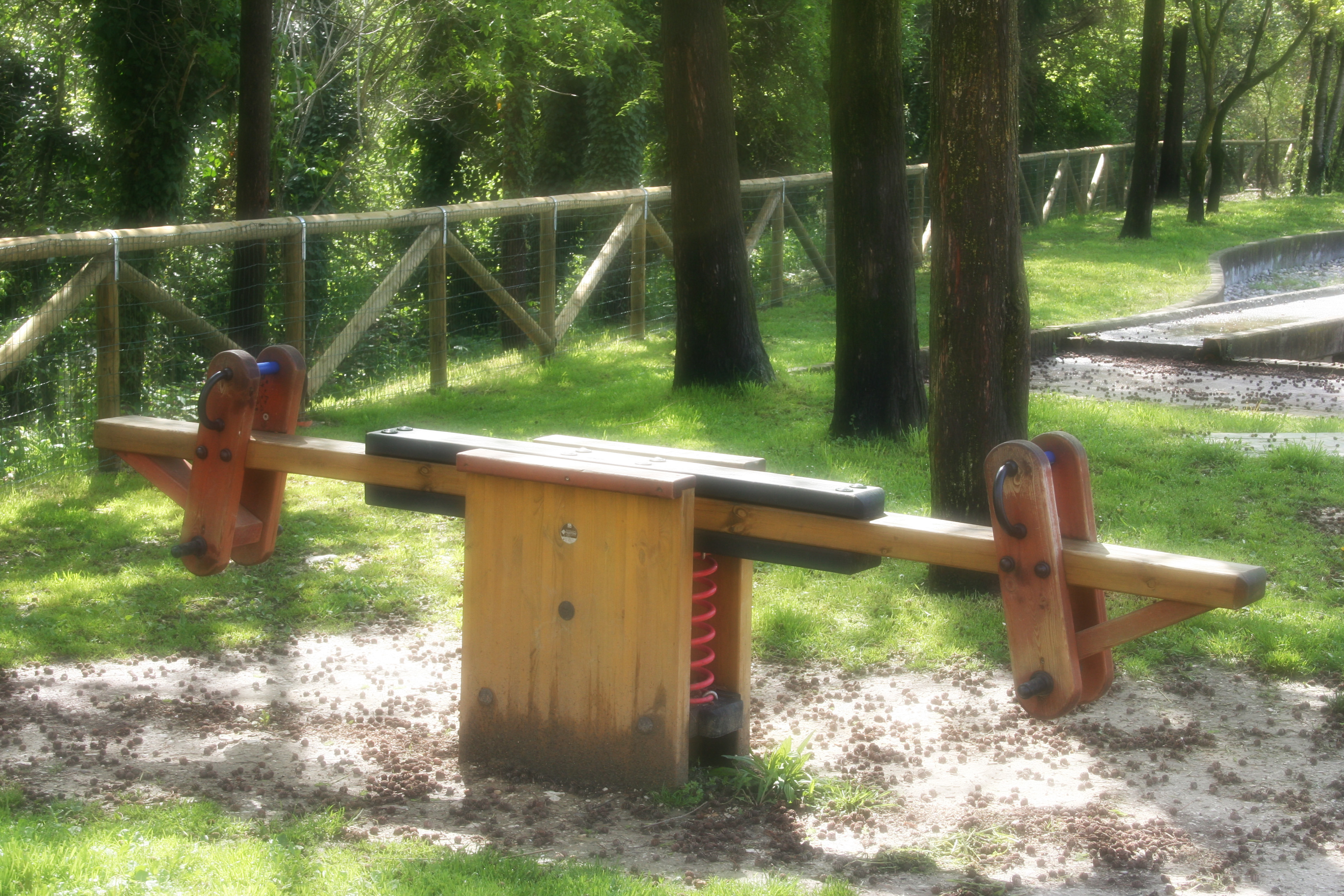
용수철이 달려 더 안전해진 현대식 시소.

시소(영어: seesaw)는 긴 널판의 한가운데를 괴어 그 양쪽 끝에 사람이 타고 서로 오르락 내리락하게 만든 놀이 기구이다.
놀이터의 시소는 일반적으로 균형점이 거의 가운데에 맞추어져 양쪽 균형을 이룬다. 각기 양쪽 끝에 탄 사람은 한 번에 한 사람씩 발을 굴러 각각의 끝 편을 위로 솟아오르게 한다. 놀이터 시소에는 대개 타는 사람이 잡을 수 있는 손잡이가 설치되어 있다. 여기에 사람이 마주보며 탄다.
아이들이 시소를 탈 때, 위험할 수도 있다. 저쪽 아이가 갑자기 세게 뜀뛰기를 하여, 이쪽 아이가 갑자기 땅에 세게 부딪힐 수도 있다. 또한, 저쪽 아이가 땅쪽으로 내려 앉아 있을 때, 시소에서 갑자기 내리면, 이쪽 아이가 갑자기 솟아오르게 되면서, 땅에 떨어져 다칠 수도 있다. 이러한 이유 때문에, 대개 시소는 모래밭과 같은 부드러운 땅 위에 설치된다.
일부 지역에서는 시소의 힘을 빌려 어떤 일을 하는 데 시소가 쓰이기도 한다. 콜롬비아 가비오타스 마을에는 수도 펌프에 연결되어 있는 시소도 있다.

## 어원
시소 타는 모양이 마치 두 사람이 반복적으로 리드미컬하게 톱을 써는 (sawing) 것 같아서 동사 saw(톱질하다)의 첩어화 과정에서 seesaw가 나왔다. 보인다란 뜻의 see 동사와는 아무 관련이 없고 saw의 모음을 바꾼 꼴의 see를 첩어로 반복사킨 꼴이다.
시소는 다른 말로는 "티터-토터"(영어: teeter-totter) 혹은 "티터 보드"(영어: teeter board)라고 한다.) 미국에서 이 단어가 쓰인다. 하지만, "티터-토터"는 다른 것을 지칭하는 데도 쓰이는데, 진자 운동을 하는 2인용 그네를 지칭하는 데 흔히 쓰인다. 언어학자 피터 트러드길에 따르면 "티터 토터"는 노퍽 사투리(잉글랜드 동부 지역 방언)의 단어 "티터마토터"(tittermatorter)에서 유래했다고 한다.  "티터-토터", "시소"라는 단어는 언어학 이론으로 따지면 음절 반복(음절 배가) 현상을 거친 것이라 말할 수 있다. 음절이 반복되는데 보통 모음이 그대로 반복되지는 않고, 다른 모음으로 변형되어 반복되는 것을 말한다. 음절 반복(음절 배가) 현상은 보통 반복되는 어떤 동작을 기술하는 단어에 잘 나타난다.

## 원리
역학 이론으로 따지면, 시소는 단순한 지레와 같다. 그 단순함 때문에, 시소는 역학 시험에 자주 등장하기도 한다.

## 같이 보기
- 널뛰기
- 지레
- 놀이터